# La Hija del Joker
Duela Dent es un personaje ficticio del Universo DC. Es un exmiembro del Escuadrón Suicida, los Jóvenes Titanes y su contraparte, Titanes del Este. Introducida bajo el alias de La Hija del Joker, también ha usado los alias Catgirl, la Hija de Catwoman, Scarecrone, la Hija del Espantapájaros, la Hija del Acertijo, la Hija del Pingüino, la Reina de las Cartas y el Harlequin. Apareció por primera vez en Batman Family # 6 (julio / agosto de 1976).
Duela Dent fue interpretada en vivo por Alessandra Torresani en la primera temporada de Batwoman. Olivia Rose Keegan interpreta a Duela en Gotham Knights.

## Historia

### Pre-Crisis
Duela Dent apareció por primera vez como la hija del Joker en la serie de cómics de Familia Batman. Se ganó la atención de Robin (Dick Grayson), ya que más tarde afirmó ser la hija de Catwoman, El Espantapájaros, Riddler y Pingüino. Dedujo la identidad de Robin y este reveló que ella era Duela Dent, la hija de Dos Caras.
Duela afirmó que quería unirse a los Jóvenes Titanes para expiar los crímenes de su padre; sin embargo, no todos los miembros de los Titanes estaban a favor de esta idea. En Teen Titans # 48, cambió su nombre a Harlequin. Como Harlequin, Duela utilizó trucos como bocanadas de pólvora que inducen humo y lápiz labial que dispara balas.
Después de que se cancelaron los cómics de los Jóvenes Titanes, apareció en los títulos de Batman, llamándose a sí misma la Reina de las Cartas mientras se infiltraba en una organización criminal llamada MAZE.
La última aparición de Duela antes de la crisis es en Tales of The Teen Titans # 50, como invitada en la boda de Donna Troy, donde parece ser una matrona de mediana edad. Dick Grayson señala que finalmente se había dado cuenta de que era demasiado mayor para ser la hija de Dos Caras; ella está de acuerdo, luego desaparece antes de que él pueda llevar el asunto más lejos.

### Post-Crisis
Delirante y esquizofrénica, la misteriosa Harlequin ha estado entrando y saliendo de instituciones mentales durante varios años. Una acróbata que posee numerosos artilugios con "motivos de payasos", se hace llamar Duela Dent (aunque su verdadera identidad permanece desconocida) y actúa como una aliada de los Titanes.
Su primera aparición significativa después de Post-Crisis en el cómic Team Titans, como una paciente anciana en un hospital psiquiátrico. Los escritores del título originalmente planearon revelar que Harlequin era un miembro viajero en el tiempo del Equipo Titans enloquecido por su experiencia de distorsión del tiempo. Sin embargo, debido a la cancelación de la serie, los planes para su regreso fueron abortados. El número final de Team Titans solicitó una historia inexistente para Team Titans # 25 y proporcionó un comentario sobre la cancelación del título. En la licitación, Duela roba un dispositivo que altera la realidad y traslada la ciudad de Nueva York a fines de la década de 1970. La aparición de Duela en Team Titans ahora se considera un error de tiempo causado por Hora Cero: Crisis en el tiempo.
Reapareciendo a su edad adecuada, la Harlequín ayudó a los Titanes durante la serie JLA / Titans: Technis Imperative, en la que el sistema automatizado de Cyborg busca a todos los aliados de Titans, pasados y presentes. Aunque está en una institución mental, Cyborg rescata a Duela y ayuda a luchar contra la Liga de la Justicia por el alma de Cyborg. En la serie, se la describe como una ex aliada de los Titanes. Luego, Duela hace una breve aparición en Titans Secret Files and Origins # 1, insistiendo a cualquiera que escuche que los Titans pronto la contactarían sobre la membresía. En la historia, también afirma que es la hija de Doomsday.
La próxima aparición de Duela es en Titans Secret Files and Origins # 2, en una historia de respaldo en la que el odioso primo de Gar, Matt, tiene una campaña de membresía para la rama revivida de los Titans en la costa oeste, Titans L.A.. Harlequin rompe la reunión convertida en fiesta con un pequeño grupo de villanos, incluidos los enemigos de Beast Boy, Fear y Loathing, simplemente porque no ha sido invitada. Flamebird y Terra la derrotan y devuelven a la Institución Mental Helping House en Industry, California. No se explica cómo se encontró con los peligrosos villanos con los que se estrelló en la fiesta. En el mismo cómic, un reportaje dice que sus afirmaciones sobre su paternidad han sido refutadas, salvo una; no se proporciona más información.
En una historia corta contenida en Teen Titans / Outsiders Secret Files and Origins # 2, Duela socializa con varios villanos en su sede satélite secreta y hace una serie de afirmaciones descabelladas con respecto a su ascendencia, todas las cuales son descartadas por los villanos desconcertados (afirma que ha sido resucitada por un Lazarus Pit y que su madre puede ser en realidad el padre villano).
Duela regresó a la acción junto a los Titans reunidos que se enfrentaron al Dr. Light en Teen Titans (vol. 3) y Superboy Prime en Infinite Crisis # 4 y Teen Titans # 32. Más tarde apareció en una extensión de doble página que se agregó en la edición recopilada de tapa dura de Infinite Crisis.

#### Un Año Después
La Hija del Joker y Enigma sirvieron en los Jóvenes Titanes durante el año perdido. Duela es miembro del grupo disidente Titanes del Este, con el escritor Geoff Johns diciendo: "Sí. Realmente vamos a entrar en ella. Tony Daniel hizo un rediseño asombroso de la hija del Joker para Titans East".
En Teen Titans # 43, Miss Martian y Cyborg llegan a la prisión de Belle Reve para interrogar a su excompañera de equipo Bombshell, quien ha traicionado al equipo. Risk y Batgirl llegan y Batgirl mata a Bombshell cortándole la garganta con un batarang afilado como una navaja. Duela y Enigma cortaron el suministro eléctrico de la prisión, lo que permitió a los reclusos escapar y atacar a Miss Martian y Cyborg. Durante el ataque, Enigma le comenta a Duela: "¡Espera a que nuestro querido papá se lleve una carga de nosotros!" Los dos son los captores y torturadores de Raven, a quien torturan psicológicamente. Duela revela que se unió a Titanes del Este simplemente porque se lo pidieron. Raven señala que Duela siempre ha sido una aliada de los Titanes y ofrece su membresía en el equipo. Duela acepta la invitación golpeando a Enigma y lucha junto a los Titanes contra Titanes del Este. Cuando termina la batalla, Duela y Batgirl desaparecen.

#### Cuenta regresiva
Duela aparece en el primer número de Countdown. Secuestra a una celebridad adolescente de un club nocturno, solo para ser detenida por Jason Todd. Afirma que proviene de una Tierra alternativa. Después de escapar, Duela es asesinada por un monitor, que dice: "Este mundo no es tuyo. Tu presencia en él no es tolerada. La pena es la muerte". Cuando se le informa de la muerte de Duela, el Joker dice que nunca tuvo una hija. El Monitor de New Earth sugiere que el padre de Duela es en realidad una versión alternativa del Joker, lo que indica que "ella no pertenecía [...] y que otros pensaban que era la hija del Joker. Lo cual en ese mundo, sin duda no era". Dan DiDio, editor en jefe de DC, ha declarado que el asesinato de Duela tendría un efecto dominó en toda la serie. Nightwing, Robin, Donna Troy, Wonder Girl y Devastador se dispusieron a investigar la muerte de Duela, pero sus investigaciones son interrumpidas por uno de los Monitores, que desvía su atención a otra parte.
En Countdown Presents The Search for Ray Palmer: Crime Society se revela que la versión heroica de Tierra-3 del Joker, el Jokester, es el padre de Duela Dent y que su madre era Evelyn Dent, Three-Face (la versión de Dos Caras de Tierra-3). Fue criada por Tres Caras y su padrastro, Riddler de Tierra-3 y juntos los tres formaron la Familia Riddler. Cuando finalmente le presentaron a su padre biológico, dejó caer pistas crípticas que implican que ella o su conciencia se desplazan sin saberlo de la Tierra a la Tierra, lo que es la fuente de su confusión paterna. Cuando el Jokester se unió a la familia Riddler, Duela reveló que había estado en una relación con Talon, el compañero adolescente de Owlman. El Jokester renunció a ella cuando su hija y Duela se fueron con Talon momentos antes de que la Sociedad del Crimen irrumpiera en su apartamento. Riddler fue asesinado por Ultraman y el brazo de Tres Caras fue arrancado por Superwoman; el Jokester logró huir hasta que más tarde fue localizado y asesinado por Solomon, el Monitor que mató a Duela.

#### The New 52
En septiembre de 2011, The New 52 reinició la continuidad de DC. En esta nueva línea de tiempo, Duela Dent se restablece en Catwoman # 23. El personaje apareció en el cómic de una sola vez "El mes de los villanos", Batman: The Dark Knight #23.4 y, a principios de 2014, el personaje fue explorado aún más en otra one-shot. A raíz de Death of the Family, en la que el Joker aparentemente cae y muere, su rostro (que previamente había cortado) es encontrado por una joven psicótica que vive en las alcantarillas. La mujer usa la carne cortada como una máscara, autodenominándose "la hija del Joker". Se obsesiona no solo con servir al Joker, sino también con que su sangre corra dentro de ella, para que realmente pueda convertirse en su "hija". Negándose a aceptar la aparente muerte del Joker, comienza a dañar, asesinar y destruir a otras personas y propiedades, para encontrarlo y llamar su atención. Esto la lleva al Dollmaker, quien es responsable de quitarle la cara al Joker por su solicitud. Después de hacer un trato entre ellos, Dollmaker le da a la Hija del Joker viales de la sangre de su "padre", para que ella pueda inyectarla en sus venas, y él cose la cara del Joker en la de ella. Después de no encontrar a su "padre", la Hija del Joker pierde la esperanza hasta que recibe una nota de alguien que dice ser el Joker. Durante Batman: Eternal, participa en el plan masivo contra Batman, incluido el intento de usar los espíritus de Arkham para 'resucitar' a su padre en el cuerpo de Maxie Zeus, solo para convocar al espíritu de Deacon Blackfire en su lugar, y luego se enfrenta a Batgirl en el carnaval donde el Joker tomó al Comisionado Gordon después de dispararle a Barbara (como se muestra en Batman: The Killing Joke). El Joker regresa más tarde en la historia de Endgame, muy vivo. Para consternación de su compañera Harley Quinn, la Hija del Joker es reclutada como parte del Nuevo Escuadrón Suicida.
Las reacciones críticas y de los fanáticos a esta versión de la Hija del Joker se han mezclado.

## Paternidad vil
Duela Dent ha afirmado ser descendiente de los siguientes villanos:
- Joker[20]
- Catwoman[21]
- El Espantapájaros[22]
- Riddler[22]
- Pingüino[22]
- Dos Caras[22]
- Doomsday
- Doctor Light
- Punch y Jewelee

Duela se representa originalmente como la hija de Dos Caras y su esposa separada, Gilda Dent. El creador Bob Rozakis declaró: "No tomó mucho tiempo decidir de quién sería su hija. Después de todo, el único villano casado era Dos Caras. Convencí [al editor Julius Schwartz y al editor asociado E. Nelson Bridwell, el guardián reconocido de la consistencia histórica de DC] que Harvey y Gilda Dent tenían una hija, que Harvey se había decepcionado porque no era gemela y que la habían llamado Duela".. Rozakis, cuando se le preguntó qué pensaba sobre la versión loca actual de Duela Dent, quien dice ser hija de múltiples supervillanos, respondió: "Me reí cuando lo vi por primera vez, pero pensé que desperdiciaron el personaje. Me doy cuenta de que Marv y compañía ya no la querían cerca y sintieron que tenían que explicarla por la continuidad, pero podrían haberla ignorado con la misma facilidad. En realidad, considero a Harley Quinn como una reencarnación de Duela".
Más tarde se revela que el héroe de la Tierra-3, el Jokester, es su padre biológico y que Tres Caras, Evelyn Dent, es su madre. Dado que Evelyn desapareció de la vida del padre de Duela cuando ella aún estaba embarazada, él no supo de la existencia de Duela hasta su adolescencia. Como resultado, el padrastro de Duela, Riddler, ayudó a Evelyn a criarla. Al conocer al Príncipe Payaso del Crimen, Duela comenzó a llamarse a sí misma la Hija del Joker, a pesar de que el nombre de héroe de su verdadero padre era el Jokester.

## Otras versiones

### Infinite Crisis
En Infinite Crisis # 6, Alexander Luthor Jr. crea múltiples Tierras. En la Tierra-154, Superman y Batman, junto con sus hijos Superman Jr. y Batman Jr. (los Super-Hijos), reúnen a dos versiones femeninas jóvenes del Joker y Riddler, junto con la hija de Lex Luthor, Ardora.

### Kingdom Come
En Kingdom Come, hay una nueva Hija del Joker, identificada como la Hija del Joker y el Harlequín en las anotaciones de la serie y según Alex Ross.
El suplemento Revelaciones de Kingdom Come agrega lo siguiente: "Junto con la aparente influencia de Batman en otros para que sigan su estilo, el Joker también ha inspirado a algunos a seguir su estilo caótico de payaso. La hija del Joker original (que en realidad resultó ser la hija de Dos Caras) fue un miembro de los Teen Titans y no tiene relación directa con esta nueva versión de "riot girl", ni existe una verdadera relación familiar con el Joker".
La Hija del Joker está inspirada en Jill Thompson, una escritora / artista; Thompson tiene su sede en Chicago, al igual que Alex Ross. Austin Loomis agrega que Thompson ocasionalmente se ha involucrado en historias que estaba ilustrando para Vertigo.

### Flashpoint
En la línea de tiempo alternativa del evento Flashpoint, Harvey Dent tiene dos hijos gemelos que son secuestrados por Joker. El jefe James Gordon localiza a Joker con los hijos de Dent en la Mansión Wayne y entra sin respaldo. Gordon es engañado para que le dispare a la hija de Dent, ya que ha sido pegada a una silla y disfrazada de Joker. El Joker aparece y mata a Gordon antes de que llegue Batman arrives. Batman se apresura y logra salvar a la hija. Batman luego los aleja del Joker.

### DC Bombshells
En la continuidad de DC Bombshells, la Hija del Joker sirve bajo el Tercer Reich durante la Segunda Guerra Mundial y ayuda a la causa nazi al mantener a los usuarios de magia como Raven y Zatanna bajo su control. Eventualmente es derrotada por las Bombshells - Raven, Zatanna y Miri Marvel.

## En otros medios
- Duela Dent apareció en Batwoman temporada 1, episodio 14, "Sonriendo de oreja a oreja", interpretada por Alessandra Torresani.[28] Mientras que Evelyn Dent siendo su madre permanece intacta, su tío es representado como Harvey Dent. En el pasado, Duela luchaba por hacer que su rostro "pareciera normal", así que rompió un espejo y usó sus fragmentos para cortarse la cara frente a su madre horrorizada. En el presente, Duela se dirigió a personas influyentes en las redes sociales antes de que Batwoman y Sophie Moore la detuvieran. Sin embargo, cuando la dejan para las autoridades, Alice llega a ella primero y le roba la cara para que pueda usarla en un plan de venganza contra un enemigo mutuo llamado Dr. Ethan Campbell. Más tarde, el GCPD encuentra a una Duela sin rostro que afirma que ahora es perfecta.
- Duela aparece en Gotham Knights, interpretada por Olivia Rose Keegan[29] como adolescente y por Elle Lisic como niña. Se cree ampliamente que esta versión de Duela es la hija del difunto Joker y es una conocida criminal de Harper y Cullen Row. Más tarde se revela que ella es la hija del lado malo de Harvey Dent y Jane Doe en el episodio "Daddy Issues".